# Malcolm McGregor
Malcolm McGregor (13 de octubre de 1892 – 29 de abril de 1945) fue un actor cinematográfico de nacionalidad estadounidense, activo principalmente en la época del cine mudo.

## Biografía
Nacido en Newark, Nueva Jersey, McGregor actuó en 55 filmes estrenados entre 1922 y 1936. El primero de ellos, y uno de sus más conocidos, fue The Prisoner of Zenda, de Rex Ingram, estrenado en 1922, y protagonizado por Lewis Stone y Alice Terry), encarnando él a Fritz von Tarlenheim. Su última película muda fue Tropical Nights, de Elmer Clifton (con Patsy Ruth Miller y Russell Simpson), estrenada en 1928.
Considerado un actor que recordaba a Wallace Reid, Rodolfo Valentino y Harrison Ford, McGregor fue el joven capitán ballenero en la versión para el cine de la novela de Ben Ames Williams All the Brothers Were Valiant (1923), quizás la interpretación cumbre de una carrera en la que fue el actor acompañante de estrellas de la talla de Corinne Griffith, Florence Vidor, y Evelyn Brent. 
Entre sus otras películas destacan The Circle (1925, de Frank Borzage, con Eleanor Boardman), Lady of the Night (1925, de Monta Bell, con Norma Shearer) y A Million Bid (1927, de Michael Curtiz, con Dolores Costello y Warner Oland).
Como tantos de sus contemporáneos, la trayectoria de McGregor menguó rápidamente tras la llegada del cine sonoro, siendo reducido a papeles de reparto, como en el serial protagonizado por Bela Lugosi The Whispering Shadow (1932). McGregor se retiró después de interpretar a un gánster en una versión de bajo presupuesto para la pantalla del programa de radio Special Agent K-7 (1937). 
Malcolm McGregor falleció en 1945 en Hollywood, California, a causa de las quemaduras sufridas en un fuego ocurrido en su domicilio y provocado por un cigarrillo mientras él dormía. Fue enterrado en el Cementerio Forest Lawn Memorial Park, en Glendale (California).

## Galería fotográfica

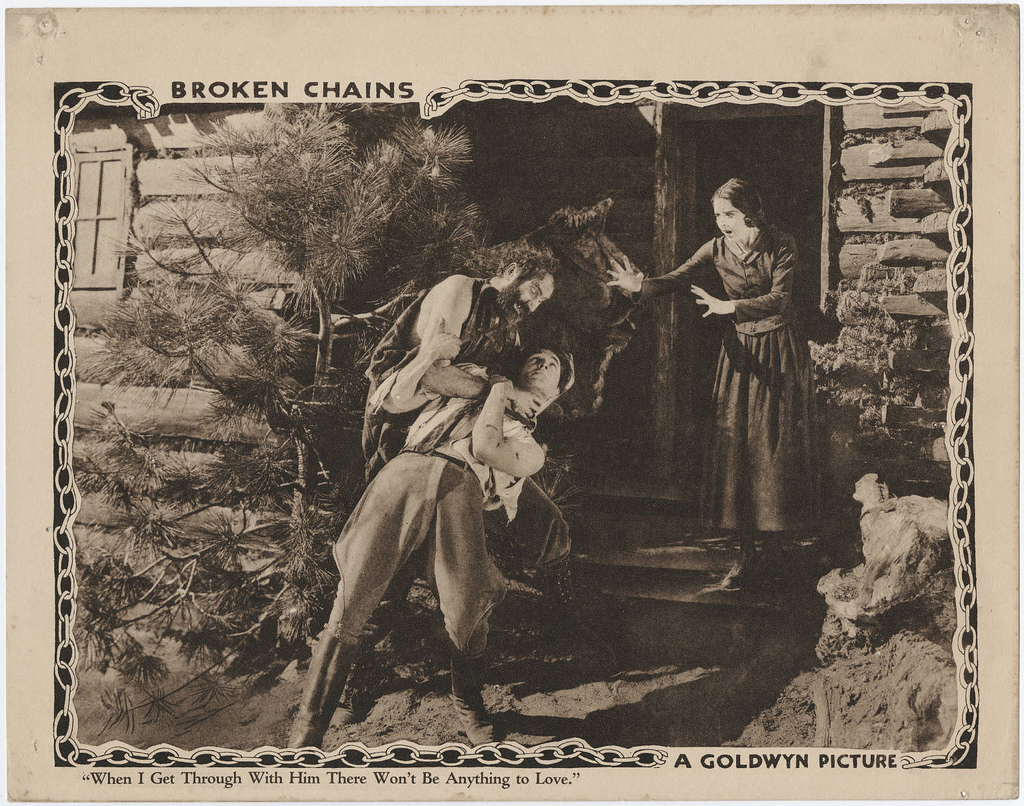
Tarjeta del film Broken Chains (1922), con Ernest Torrence, Malcolm McGregor y Colleen Moore
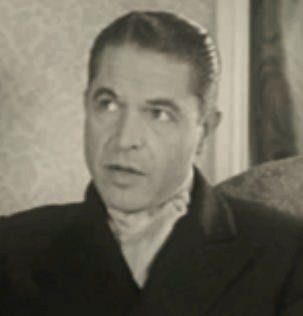
I'll Name the Murderer (1936)
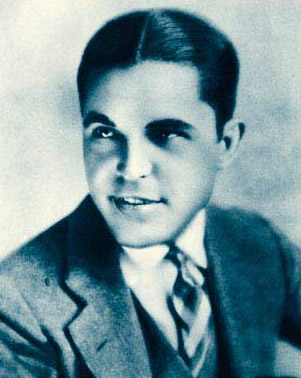
Malcolm McGregor en Stars of the Photoplay

## Selección de su filmografía
- 1922 : The Prisoner of Zenda, de Rex Ingram
- 1923 : You Can't Get Away with It, de Rowland V. Lee
- 1923 : All the Brothers Were Valiant, de Irvin Willat
- 1923 : Can a Woman Love Twice ?, de James W. Horne
- 1923 : The Untameable, de Herbert Blaché
- 1923 : The Social Code, de Oscar Apfel
- 1923 : A Noise in Newboro, de Harry Beaumont
- 1924 : The Bedroom Window, de William C. de Mille
- 1924 : The House of Youth, de Ralph Ince
- 1924 : Idle Tongues, de Lambert Hillyer
- 1925 : The Happy Warrior, de James Stuart Blackton
- 1925 : Alias Mary Flynn, de Ralph Ince
- 1925 : Headlines, de Edward H. Griffith
- 1925 : The Circle, de Frank Borzage
- 1925 : Smouldering Fires, de Clarence Brown
- 1925 : Lady of the Night, de Monta Bell
- 1925 : Infatuation, de Irving Cummings
- 1925 : The Vanishing American, de George B. Seitz
- 1926 : It Must Be Love, de Alfred E. Green
- 1926 : Don Juan's Three Nights, de John Francis Dillon
- 1926 : Money to Burn, de Walter Lang
- 1926 : The Gay Deceiver, de John M. Stahl
- 1927 : The Price of Honor, de Edward H. Griffith
- 1927 : The Ladybird, de Walter Lang
- 1927 : Matinee Ladies, de Byron Haskin
- 1927 : A Million Bid, de Michael Curtiz
- 1927 : The Kid Sister, de Ralph Graves
- 1928 : Freedom of the Press, de George Melford
- 1928 : The Port of Missing Girls, de Irving Cummings
- 1928 : Tropical Nights, de Elmer Clifton
- 1929 : Girl on the Barge, de Edward Sloman
- 1930 : Murder Will Out, de Clarence G. Badger
- 1933 : The Whispering Shadow, de Colbert Clark y Albert Herman (serial)
- 1935 : Happiness C.O.D., de Charles Lamont
- 1935 : Mares de China, de Tay Garnett
- 1936 : I'll Name the Murderer, de Bernard B. Ray
- 1936 : Undersea Kingdom, de B. Reeves Eason y Joseph Kane (serial)